# Clethrorasa pilcheri
Clethrorasa pilcheri är en fjärilsart som beskrevs av George Francis Hampson 1896. Clethrorasa pilcheri ingår i släktet Clethrorasa och familjen nattflyn. Inga underarter finns listade i Catalogue of Life.